# Lucas Rodríguez (calciatore 1993)
Lucas Guzmán Rodríguez Cardoso, noto semplicemente come Lucas Rodríguez (Chuy, 8 maggio 1993), è un calciatore uruguaiano, centrocampista del Racing Montevideo.

## Caratteristiche tecniche
È un esterno destro.

## Carriera
Cresciuto nel settore giovanile del Rentistas, ha esordito in prima squadra il 7 settembre 2014 disputando l'incontro di Primera División Profesional perso 2-0 contro l'El Tanque Sisley.